# Alexis Rambur
Pour les articles homonymes, voir Rambur.
Alexis Rambur, né le 26 novembre 1983 à Colmar, est un joueur de basket-ball professionnel français. Il mesure 1,91 m.

## Clubs
- 2001 - 2006 :  SPO Rouen Basket (Nationale 1 puis Pro C puis Pro A)
- 2006 - 2009 :  JA Vichy (Pro B puis Pro A)
- 2009 - 2013 :  Saint-Quentin Basket-Ball (Nationale 1 puis Pro B)
- 2013 - 2014 :  US Avignon-Le Pontet Basket-Ball (Nationale 2)

## Palmarès
- Champion de France Pro B en 2007
- Champion de France de Nationale 1 en 2003 et 2012
- Finaliste semaine des as 2008
- Montée en Nationale 1 avec Avignon